# Гепен, Жан Пьер
Жан Пьер Гепе́н (фр. Jean Pierre Guépin; 1779—1858) — французский врач и ботаник.

## Биография
Жан Пьер Гепен родился в Анже в 1779 году. Получил степень доктора медицине, занимался в своём городе врачеванием. Затем преподавал медицину и фармацию в школе в Анже, несколько лет был директором этой школы.
В 1830 году выпустил первый том монографии флоры департамента Мен и Луара, посвящённый цветковым растениям. Впоследствии этот том несколько раз перерабатывался и переиздавался, в то время как второй том, описывавший тайнобрачные растения, так и не был завершён и напечатан.
Жан Пьер Гепен скончался 11 февраля 1858 года в Анже в возрасте 79 лет.
Основной гербарий Ж. П. Гепена был по его завещанию дарован городу Анже. В настоящее время он разделён между Канским университетом (CN) и Парижским музеем естественной истории (PC).

## Некоторые научные публикации
- Guépin, J.P. Flore de Maine et Loire. — I. — Angers, 1830. — Vol. I. — 360 p.
- Guépin, J.P. Flore de Maine et Loire. — II. — Angers, Paris, 1838. — 409 p.
- Guépin, J.P. Flora de Maine et Loire. — III. — Angers, Paris, 1845. — 440 p.

## Роды, названные в честь Ж. П. Гепена
- Guepinia Bastard, 1812 [≡ Teesdalia W.T.Aiton, 1812]
- Guepinia Fr., 1825, nom. illeg. [= Tremiscus (Pers.) Lév., 1846]
- Guepiniella Bagl., 1870 [= Heppia Nägeli, 1853]